# Meeting de Atletismo Madrid
Il Meeting de Atletismo Madrid è un meeting internazionale di atletica leggera del circuito IAAF World Challenge, che si tiene annualmente in luglio a Madrid.
Il meeting, che si tiene al Centro Sportivo Moratalaz della capitale spagnola, in passato ha avuto altre sedi tra cui quella dello stadio di Vallehermoso e, tra il 1994 e il 2004, lo stadio Olimpico.

## Edizioni
Di seguito la tabella delle ultime edizioni del meeting, che fa parte del circuito IAAF World Challenge) (dal 2003 al 2005 ha fatto parte del circuito IAAF Super Grand Prix).
| Anno | Edizione | Circuito                  | Dettagli                         |
| ---- | -------- | ------------------------- | -------------------------------- |
| 2006 | IV       | IAAF Grand Prix 2006      | Meeting de Atletismo Madrid 2006 |
| 2007 | V        | IAAF Grand Prix 2007      | Meeting de Atletismo Madrid 2007 |
| 2008 | XXVIII   | IAAF Grand Prix 2008      | Meeting de Atletismo Madrid 2008 |
| 2009 | XXVIII   | IAAF Grand Prix 2009      | Meeting de Atletismo Madrid 2009 |
| 2010 | XXIX     | IAAF World Challenge 2010 | Meeting de Atletismo Madrid 2010 |
| 2011 | XXX      | IAAF World Challenge 2011 | Meeting de Atletismo Madrid 2011 |
| 2012 | XXXI     | IAAF World Challenge 2012 | Meeting de Atletismo Madrid 2012 |
| 2013 | XXXII    | IAAF World Challenge 2013 | Meeting de Atletismo Madrid 2013 |
| 2014 | XXXIII   | IAAF World Challenge 2014 | Meeting de Atletismo Madrid 2014 |
| 2015 | XXXIV    | IAAF World Challenge 2015 | Meeting de Atletismo Madrid 2015 |
| 2016 | XXXV     | IAAF World Challenge 2016 | Meeting de Atletismo Madrid 2016 |
| 2017 | XXXVI    | IAAF World Challenge 2017 | Meeting de Atletismo Madrid 2017 |
| 2018 | XXXVII   | IAAF World Challenge 2018 | Meeting de Atletismo Madrid 2018 |